# EKO Cobra
EKO Cobra (нем. Einsatzkommando Cobra) — антитеррористическое подразделение специального назначения Австрии.
Подразделение не является частью австрийской федеральной полиции, а находится непосредственно под контролем австрийского Федерального министерства внутренних дел.
Основное ядро спецподразделения находятся в Винер‑Нойштадт, также имеются подразделения в городах Вена, Грац, Линц, Инсбрук, Клагенфурт, Зальцбург и Фельдкирх. 

## История
Einsatzkommando Cobra, ранее известная как GEK (Gendarmerieeinsatzkommando), была создана в 1978 году, в первую очередь для защиты еврейских иммигрантов от нападения групп палестинских боевиков, и как в ответ на теракт на Мюнхенской Олимпиаде 1972 года. Её главный офис находится в Винер-Нойштадт, с филиалами в Граце, Линце и Инсбруке.
17 октября 1996 года четыре бойца подразделения охраняли депортируемых из Австрии граждан Нигерии на борту самолета Аэрофлота Ту-154, когда один из нигерийцев, угрожая ножом, попытался захватить самолет. Бойцы Cobra нейтрализовали его и передали полиции после посадки.
14 ноября 1996 года в тюрьме Граца трое заключенных захватили в заложники трех женщин, ранили двух сотрудников тюрьмы и потребовали вертолет. Бойцы Cobra обезоружили преступников и освободили заложников освобождены без потерь. 
Федеральное министерство внутренних дел изменило название этого подразделения с GEK на EKO Cobra в 2002 году.
Кобра была внутренним кодовым названием этого подразделения специальных операций.
EKO Cobra является хорошо подготовленным антитеррористическим специальным подразделением.

## Вооружение и снаряжение
- Пистолеты — Glock 17, Glock 18;
- Пистолеты-пулемёты — MP5A3, MP7, Steyr TMP;
- Штурмовые винтовки — Steyr AUG;
- Снайперские винтовки — SSG69;
- Дробовики — Remington 870, Franchi SPAS-12, HK M512;
- Гранатомёты — HK-69;
- Тактический фонарь;
- Бронежилет;
- Шлем.

## WEGA
Столица Австрии, Вена, имеет свою собственную антитеррористическую группу — WEGA (нем.  Wiener Einsatzgruppe Alarmabteilung).

## Галерея
- EKO Cobra
- Два бойца подразделения
- Боец австрийского подразделения по борьбе с терроризмом EKO Cobra с пистолетом во время оперативной подготовки
- Публичная демонстрация EKO Cobra во время «Дня спорта». Хофбург, Хельденплац, Вена
- Расположение EKO Cobra в Австрии